# 281. strelska divizija (ZSSR)
281. strelska divizija (izvirno rusko 281. стрелковая дивизия; kratica 281. SD) je bila strelska divizija Rdeče armade v času druge svetovne vojne.

## Zgodovina
Divizija je bila ustanovljena julija 1941 v Leningrajskem vojaškem okrožju.